# Leonardo Vinci
Leonardo Vinci (Strongoli, 1690 – Nápoly, 1730) olasz barokk zeneszerző, a helyi dialektusban írt, népies nyelvű nápolyi commedia per musica képviselője volt.

## Élete és munkássága
1690-ben valószínűleg Calabriában született, de egyes kutatók szerint Nápolyban látta meg a napvilágot. A nápolyi Poveri di Gesù Cristo konzervatóriumban folytatott zenei tanulmányokat, Gaetano Greco keze alatt. Tanulmányai befejezése után San Severo herceg nápolyi karmestere lett. 1725-ben kinevezték az Alessandro Scarlatti halálával megüresedő királyi ének- és zenekar vezetőjévé. Ezt az állást öt évvel később bekövetkezett haláláig betöltötte. 
Zenei pályája zenés komédiák szerzőjeként indult, de ezekből a darabokból csak egy maradt az utókorra. A Le Zite’n galera 1722-ben került bemutatásra. A darab külsőleg az opera seria formáját követi, de az áriák részben a népies canzone stílusában íródtak. A recitativók Pergolesi és a későbbi opera buffa parlando-stílusára mutatnak előre. Vinci zenés komédiáinak nagy közönsége volt, ez tekintélyt kölcsönzött, a sokáig alacsonyabbnak tartott műfajnak. 
Vinci azonban nemcsak mint zenés komédiák, hanem mint opera seriák szerzője is nagy hírnévre tett szert. Operáinak a száma meghaladja az ötvenet, de írt egyházzenei műveket, serenatákat, oratóriumokat is. Misererejének óriási híre volt Itália-szerte, akárcsak La morte d’Abele című oratóriumának. Önálló operái mellett közreműködött számos más szerző, többek között Alessandro Scarlatti, egyes színpadi műveinek az elkészítésében. 
Vígoperáiban kibővíti időben a formai szerkezetek tendenciáját, az együttesek gyakran túlsúlyba kerülnek az áriák rovására, ezzel gyakorlatilag a későbbi opera buffa formáját előlegezi meg. Vokális dallamainak vezetése hangszeres jellegű, ez Alessadro Scarlattihoz közelíti művészetét.

## Operái
- Le doje lettere (1719)
- Lo cecato fauzo (1719)
- Lo scagno (1720)
- Lo scassone (1720)
- Lo Barone di Trocchia (1721)
- Don Ciccio (1721)
- Li zite 'ngalera (1722)
- La festa di Bacco (1722)
- Publio Cornelio Scipione (1722)
- Lo castiello sacchiato (1722)
- Lo labberinto (1723)
- Semiramide (1723)
- Partenope (1723)
- Silla dittatore (1723)
- Farnace (1724)
- La mogliera fedele (1724)
- Turno Aricino (1724)
- Ifigenia in Tauride (1725)
- La Rosmira fedele (1725)
- Il trionfo di Camilla (1725)
- Elpidia (1725)
- L'Astianatte (1725)
- Didone abbandonata (1726)
- Siroe, Re di Persia (1726)
- L'asteria (1726)
- Ernelinda (1726)
- Gismondo, Re di Polonia (1727)
- La caduta dei Decemviri (1727)
- Catone in Utica (1728)
- Medo (1728)
- Flavio Anicio Olibrio (1728)
- La Semiramide riconosciuta (1729)
- Alessandro nell'Indie (1729)
- Farnace (1729)
- La Contesa dei Numi (1729)
- Massiminiano (1729)
- Artaserse (1730)